# Itxaro Borda
 (novembre 2018).
Pour les articles homonymes, voir Borda.
Itxaro Borda, née le 29 mars 1959 à Bayonne est une écrivaine de langue basque.

## Biographie
Originaire du village bas-navarrais d'Orègue, elle passe un baccalauréat pro agricole au lycée Jean-Errecart de Saint-Palais. Elle obtient plus tard un diplôme d'études approfondies ou DEA en histoire à l'université de Pau.
Elle travaille à la Poste, un temps à Paris puis à Mauléon en Soule. Aujourd'hui elle travaille et réside à Bayonne.
En 1982, elle fonde la revue littéraire Maiatz avec Lucien Etxezaharreta. Elle gagne le prix Euskadi dans la catégorie « littérature en langue basque » en 2002 pour son roman 100 % basque.

## Œuvres

### Narrations
- Entre les loups cruels, 2001, Maiatz (bilingue basque et français).

### Romans
- Basilika, 1984, Susa ;
- Udaran betaurreko beltzekin, 1987, Txertoa ;
- Bakean ützi arte, 1994, Susa ;
- Amorezko pena baño, 1996, Susa ;
- Bizi nizano munduan, 1996, Susa ;
- % 100 basque, 2001, Susa (Prix Euskadi de littérature)[2];
- Zeruetako erresuma, 2005, Susa ;
- Jalgi hadi plazara, 2006, Susa ;
- Ezer gabe hobe, 2010, Susa.

### Poèmes
- Ez dut nik, 1977 ;
- Festa da festa, 1978 ;
- Gizon jarriak, 1979 ;
- Joanen ginatekeela, 1980 ;
- Euskal herrian euripean, 1982 ;
- Begiratzen dut gogoan, 1982 ;
- Idatzi nahi eta..., 1984 ;
- Bizitza nola badoan, 1984, Maiatz ;
- Krokodil bat daukat bihotzaren ordez, 1986, Susa ;
- Pacem in lapurdum, 1988 ;
- Just Love, 1988, Maiatz ;
- Aberria, 1991 ;
- Bestaldean, 1991, Susa ;
- Hango bortu gainetik, 1998 ;
- Orain, 1998, Susa ;
- XX. mendeko poesia kaierak - Itxaro Borda, 2000, Susa ;
- Hautsak errautsa bezain, 2002, Maiatz, elebiduna ;
- Out, 2006 ;
- Milia lastur on the road, 2007 ;
- Noiztenka, 2007, Maiatz ;
- Ogella Line, 2009, La malle d'aurore, Aturbe.

### Essais
- Emakumeak idazle, 1984, Txertoa ;
- Hiruko, 2003, Alberdania ;
- Ces lieux qui nous racontent le Pays basque, 2018, Artza éditions[3].